# Хан-Шатир
«Хан Шатир» (іноді помилково вважають, що в перекладі з казахської українською «Ханський намет», але насправді це словосполучення з ряду «Цар-дзвін», «Цар-гармата», тобто Хан Шатир — «Хан серед наметів») — великий торгово-розважальний центр в столиці Казахстану Астані. Відкритий 6 липня 2010 року. Є найбільшим наметом у світі. «Хан Шатир» увійшов до Книги рекордів Гіннесса.

## Опис
Загальна площа Хан-Шатир — 127 тис м². У приміщенні розміщені роздрібно-торгівельні і розважальні комплекси. У тому числі супермаркет, сімейний парк, кав'ярні і ресторани, кінотеатри, спортивні зали, аквапарк зі штучним пляжем і басейни з ефектом хвиль, службові та офісні приміщення, паркінг на 700 місць тощо.
Головна родзинка Хан-Шатир — пляжний курорт з тропічним кліматом, рослинами і температурою +35 градусів цілий рік. Піщані пляжі курорту оснащені системою опалення, яка створює відчуття справжнього пляжу, а пісок привезений з Мальдів.
Архітектором споруди є Норман Фостер.
Будівля є гігантським наметом заввишки 150 м (шпиль), сконструйований з мережі сталевих вант, на яких закріплене прозоре полімерне покриття ETFE. Через особливий хімічний склад, він захищає внутрішній простір комплексу від різких температурних перепадів і створює комфортний мікроклімат всередині комплексу.

## Історія
Хан Шатир увійшов до десятки найкращих світових екобудівель за версією журналу Forbes Style, ставши єдиною будівлею зі всього простору СНД, яке журнал включив до свого хіт-параду.
Відкриття торгово-розважального центру «Хан Шатир» відбулося у рамках святкування дня Астани за участю Єлбаси Нурсултана Назарбаєва. На урочистій церемонії відкриття відбувся концерт світового виконавця, італійського тенора класичної музики Андреа Бочеллі. На відкритті були присутні почесні гості: президент Росії Дмитро Медведєв; Президент України Віктор Янукович; президент Туреччини Абдулла Гюль; Президент Білорусі Олександр Лукашенко; Президент Вірменії Серж Саргсян; Президент Таджикистану Емомалі Рахмон; Президент Киргизстану Роза Отунбаєва; престоловий принц Абу-Дабі Мухаммед бін Заєд Аль Нахаян та король Йорданії Абдулла II.